# 유숭 (안중후)
유숭(劉崇, ? ~ 6년)은 전한 말기의 제후로, 장사정왕의 후손이다.

## 행적
아버지 유금의 뒤를 이어 안중후(安衆侯)에 봉해졌다.
거섭 원년(6년) 4월, 안중후상 장소와 함께 왕망 축출을 모의하여, 100명의 무리를 이끌고 완(宛)을 침공하였으나 패사하였다. 작위는 폐지되었고, 후한 건무 2년(26년)에 사촌 동생 유선이 다시 책봉되었다.

## 출전
- 반고, 《한서》 권15상 왕자후표 上·권99중 왕망전 中

| 선대 아버지 유금 | 전한의 안중후 ? ~ 6년 | 후대 (20년 후, 후한) 사촌동생 유총 |